# Diecezja San Miguel (Salwador)
Diecezja San Miguel (łac. Dioecesis Sancti Michaelis) – diecezja Kościoła rzymskokatolickiego w Salwadorze. Należy do metropolii San Salvador. Została erygowana 11 lutego 1913.

## Ordynariusze
- Juan Antonio Dueñas Argumedo (1913 - 1941)
- Miguel Angel Machado Escobar (1942 - 1968)
- Lorenzo Michele Joseph Graziano, OFM (1968 - 1969)
- José Eduardo Alvarez Ramírez, CM (1969 - 1997)
- Romeo Tovar Astorga, OFM (1997 - 1999)
- Miguel Ángel Morán Aquino (2000 - 2016)
- Fabio Reynaldo Colindres Abarca (od 2017)